# Mercy Aigbe Gentry
Mercy Aigbe (sinh ngày 1 tháng 1 năm 1978) là tên của một nữ diễn viên, đạo diễn, nhà làm phim, nhà sản xuất phim và doanh nhân người Nigeria. Bà được biết đến với những vai diễn trong các bộ phim với ngôn ngữ là tiếng Yoruba. Bên cạnh đó, bà được nhiều người biết đến bởi phong cách và trang phục độc đáo của bà. Ngoài ra tại buổi lễ trao giải AMVCA năm 2016, bà đã mặc một chiếc váy và nhận được nhiều sự tán dương. Mercy còn nói rằng bà có thêm nhiều người theo dõi trên các phương tiện truyền thông đại chúng là nhờ nó.

## Lí lịch
Bà sinh ra ở bang Edo, là người con thứ 2 trong một gia đình 5 người. Mercy Aigbe vào trường đại học bách khoa Ibadan, thành phố Ibadan, bang Oyo và nhận bằng nghiên cứu tài chính. Rồi sau đó bà vào trường đại học Lagos để học và tốt nghiệp với bằng nghệ thuật diễn xuất.

## Sự nghiệp
Bà nhận bằng tại đại học Lagos vào năm 2001, nhưng đến năm 2006 thì bà mới tham gia hoàn toàn vào nền công nghiệp điện ảnh.
Bên cạnh diễn xuất thì vào tháng 11 năm 2014, bà khai trương một cửa hàng quần áo. Và nhờ thành công của nó, bà được nhận được giải "doanh nhân thời trang của năm".

## Đời tư
Mercy Aigbe kết hôn với một chủ khách sản người Nigeria và có hai người con. Bên cạnh đó, bà còn có ba người con gái riêng. Hiện tại, bà đang gặp vấn đề về hôn nhân và đang có nguy cơ li hôn.

## Phim ảnh
Dưới đây là những bộ phim mà bà đã góp mặt:
- Satanic
- Afefe ife (2008)
- Okanjua (2008)
- Atunida leyi (2009)
- Igberaga (2009)
- Ihamo  (2009)
- Ìpèsè  (2009)
- Iró funfun (2009)
- Mafisere (2009)
- Oju ife (2009)
- Ile Oko mii (2014)